# سباستین شیک
سباستین شیک (انگلیسی: Sebastian Schiek؛ زادهٔ ۲۰ مارس ۱۹۹۰) بازیکن فوتبال اهل آلمان است.
از باشگاه‌هایی که در آن بازی کرده‌است می‌توان به باشگاه فوتبال کارلسروهه اشاره کرد.